# Hypotesprövning
Hypotesprövning är inom matematisk statistik en vetenskaplig metod, som används då man vill göra uttalanden om en viss parameter, fysikalisk storhet eller en stor mängd individer, baserat på experiment eller en liten delmängd av dessa individer. Den stora mängden, som man är intresserad av att uttala sig om kallas population, och den lilla delmängden som man undersöker, kallas för ett stickprov av populationen. Vid sådana tester är det ofrånkomligt att vissa gånger göra fel, hypotesprövning görs därför för att systematisera dessa fel.

## Definition
Vanligen är distributionen av populationen känd (eller antagen) och man är intresserad av en parameter hos distributionen {\displaystyle \theta } (parametern kan vara exempelvis {\displaystyle \mu } eller {\displaystyle \sigma } i en normalfördelning). Hypoteserna är uttalande om {\displaystyle \theta }. Hypotesprövningen består av en nollhypotes och alternativhypotes. Målet med prövningen är att uttala sig om det riktiga värdet på {\displaystyle \theta } finns i delmängden {\displaystyle \Omega _{0}} av parameterrummet {\displaystyle \Omega }. 
Processen inleds med att uttrycka sin hypotes vilket kan ha olika former beroende på typen av test, men kan generellt beskrivas så här: {\displaystyle H_{0}:\theta \in \Omega _{0}{\text{ vs. }}H_{a}:\theta \in \Omega \setminus \Omega _{0}}. Därefter handlar det om att bestämma sig för vilken typ av hypotesprövning man vill göra. Det finns fyra typer av utfall man kan göra hypotesprövning med, dessa kan ses i tabellen.
|                                     | {\displaystyle H_{0}} sann | {\displaystyle H_{0}} är inte sann |
| Förkasta inte {\displaystyle H_{0}} | Rätt slutsats              | Typ II-fel                         |
| Förkasta {\displaystyle H_{0}}      | Typ I-fel                  | Rätt slutsats                      |

Det vanligaste utfallet man vill beräkna är sannolikheten för ett typ I-fel. Sannolikheten beskrivs så här: {\displaystyle \alpha =P({\text{Typ I-fel}})=P({\text{förkasta }}H_{0}|H_{0}{\text{ sann}})}, där {\displaystyle \alpha } är signifikansnivån och är oftast bestämd innan hypotesprövningen görs. Signifikansnivån är den osäkerhet som finns för att man ska göra ett typ I-fel. Den andra sannolikheten man vanligen beräknar är typ II-fel: {\displaystyle \beta =P({\text{Typ II-fel}})=P({\text{förkasta inte }}H_{0}|H_{0}{\text{ falsk}})}. Komplementet till {\displaystyle \beta } kallas ofta för styrka på testet och noteras ofta som en funktion {\displaystyle \pi (\cdot )=1-\beta }.
Vid hypotesprövning med typ I-fel bestämmer man sig för en signifikansnivå för att sedan hitta det kritiska värdet {\displaystyle c_{\alpha }}. Det kritiska värdet delar upp parameterrummet {\displaystyle \Omega } till två mängder. Den ena mängden är förkastelseområdet {\displaystyle C}. Om utfallet från testet hamnar i förkastelseområdet betyder det att man förkastar {\displaystyle H_{0}} och därmed godtar den alternativa hypotesen, eftersom sannolikheten för att göra ett typ I-fel är lägre än signifikansnivån.

### P-Värde
Ett alternativ sätt att utföra hypotesprövning är genom att använda p-värdet. Syftet med p-värdet är att bestämma det minsta värdet på {\displaystyle \alpha } för vilken man kan förkasta {\displaystyle H_{0}} baserat på det observerade värdet på testvariabeln. 

## Testprocessen
Den vanligaste processen för att göra en hypotesprövning med typ I-fel ser vanligen ut såhär:
1. Definiera en nollhypotes och alternativhypotes.
2. Bestäm de statistiska antagande som behövs göras. Dessa kan till exempel vara att stickprovet är slumpmässigt, och urvalet är oberoende och likafördelade.
3. Definiera testvariabeln {\displaystyle T}.
4. Härled en fördelning för testvariabeln. Vanligtvis är fördelningen betingad på nollhypotesen. Till exempel {\displaystyle T{\underset {H_{0}}{\sim }}N(\mu _{0},\sigma ^{2})}, då {\displaystyle H_{0}:\mu _{0}=\mu } och {\displaystyle \sigma ^{2}} är bestämda
5. Bestäm en signifikansnivå {\displaystyle \alpha }. Vanliga signifikansnivåer är 0.05 och 0.01
6. Derivera förkastelseområdet {\displaystyle C} med hjälp av det kritiska värdet {\displaystyle c_{\alpha }}.
7. Beräkna det observerade värdet på testvariabeln {\displaystyle t_{obs}} utifrån det stickprov som gjorts.
8. Uttryck ifall {\displaystyle H_{0}} ska förkastas eller inte; ifall {\displaystyle t_{obs}\in C} så förkastas nollhypotesen.

## Exempel

### Exempel: Förorening i Sjö
Anta att det finns en sjö som tidigare har varit förorenad, och som man aktivt har jobbat med för att minska mängden förorening i sjön. Man är nu intresserad av att bestämma ifall arbetet har gett resultat, så att mängden förorening har minskat i sjön. Då arbetet började var medelvärdet av föroreningar i sjön 30 mg/liter. Hypotesen som då är intressant att testa är således: {\displaystyle H_{0}:\mu _{0}=30\geq \mu {\text{ vs. }}H_{a}:\mu <\mu _{0}}. Emellertid kan hypotesen formuleras på ett ekvivalent sätt: {\displaystyle H_{0}:\mu _{0}=30=\mu {\text{ vs. }}H_{a}:\mu <\mu _{0}} eftersom det värsta fallet i nollhypotesen är just 30.
Under denna hypotesprövning görs följande antagande: stickprovet är slumpmässigt, urvalet är oberoende och likafördelade, populationen är normalfördelad med en okänd varians.
Testvariabeln T definieras som {\displaystyle T_{n-1}={\frac {{\bar {X}}-\mu _{0}}{s/{\sqrt {n}}}}{\underset {H_{0}}{\sim }}t(n-1)} där {\displaystyle {\bar {X}}} är medelvärdet på stickprovet, {\displaystyle s} är standardavvikelsen på stickprovet, {\displaystyle n} är storleken på stickprovet, och {\displaystyle t(n-1)} är students t-fördelning med {\displaystyle n-1} frihetsgrader.
Det bestäms att signifikansnivån är 5%, så {\displaystyle \alpha =0.05}. Således kan det kritiska värdet bestämmas eftersom {\displaystyle \alpha =P({\text{Typ I-fel}})=P({\text{förkasta }}H_{0}|H_{0}{\text{ sann}})=P(-t_{n-1;\alpha }<T_{n-1}|H_{0})\Rightarrow c_{\alpha }=-t_{n-1;\alpha }}. Med hjälp av det kritiska värdet kan också förkastelseområdet definieras. I och med att denna hypotesprövning är ett asymmetriskt test så blir förkastelseområdet: {\displaystyle C=\{t|t\leq c_{\alpha }\}\Leftrightarrow (-\infty ,-t_{n-1;\alpha }]}.
Ett slumpmässigt stickprov av storlek 6 görs och följande värden observeras: 18, 24, 26, 25, 32, och 19. Med dessa värden kan man beräkna medelvärdet och standardavvikelsen: {\displaystyle {\bar {X}}=24,\;s=5.099}. Det kritiska värdet kan också bestämmas: {\displaystyle c_{0.05}=-t_{6-1;0.05}=-2.015}, vilket get förkastelseområdet {\displaystyle (-\infty ,-2.015]}. 
Nu kan det observerade värdet på testvariabeln fastställas: {\displaystyle t_{obs}={\frac {24-30}{5.099/{\sqrt {6}}}}\approx -2.882}, och det kan konstateras att {\displaystyle t_{obs}\in C}, vilket leder till slutsatsen att {\displaystyle H_{0}} förkastas. Denna slutsats gör att man kan förvissa sig om att mängden förorening minskat, med en signifikans nivå på 0.05.

### Exempel: Opinionsundersökning
Man är intresserad av att studera andelen röstberättigade svenska medborgare som sympatiserar med partiet P. Låt symbolen p beteckna denna andel. För att helt säkert veta värdet på p måste vi veta vad varje röstberättigad svensk medborgare har för partisympati; att ta reda på detta är i praktiken omöjligt. Istället för att fråga alla, frågar man ett litet antal utvalda människor (som ska spegla populationens sammansättning) och försöker använda deras svar för att besvara den ursprungliga frågan om andelen p.
Man har en förutfattad mening att hälften av den röstberättigade svenska befolkningen sympatiserar med partiet P. Denna förutfattade mening kallar man för en nollhypotes, och betecknar på följande sätt: 
{\displaystyle H_{0}:p=0.5.\,}
Efter att ha uttalat denna förutfattade mening intervjuar man 90 människor om deras partisympatier. När intervjuerna var avklarade sammanställde man intervjusvaren och noterade att 30 personer sympatiserade med P. Hur väl stämmer detta överens med den förutfattade meningen så som den är uttryckt i nollhypotesen? Enligt denna förväntar vi oss att hälften av de intervjuade personerna skall sympatisera med P, vilket i det aktuella fallet motsvaras av 45 P-sympatisörer bland de 90 intervjuade. 
Den fråga som vi nu ställer oss är: Avviker talet 30 tillräckligt mycket från talet 45 för att vi skall betvivla att {\displaystyle H_{0}} är sann?
För att besvara denna fråga skall vi använda oss av tekniken för hypotesprövning. Kortfattat talar den om för oss hur stor avvikelsen mellan det vi observerar och det vi förväntar oss att få skall vara, för att vi skall betvivla att nollhypotesen är sann; Detta uttrycks med ett så kallat kritiskt värde, {\displaystyle c_{\alpha }}.
Säg att det kritiska värdet är talet sju. Detta innebär att om avvikelsen mellan det observerade antalet P-sympatisörer avviker med mer än sju personer från det förväntade värdet (45), så kan vi förkasta den förutfattade meningen att hälften av befolkningen är P-sympatisörer. Man har observerat 30 P-sympatisörer och avvikelsen mellan talen 30 och 45 är större än det kritiska värdet {\displaystyle c_{\alpha }=7}. Våra data stödjer därför inte den förutfattade meningen att {\displaystyle p=0.5}. 
Notera att vår slutsats är helt och hållet baserad på intervjuerna med de utvalda 90 personerna. Kom ihåg att vi var intresserade av att undersöka en egenskap hos hela den svenska befolkningen; Det kan hända att de personerna som blev intervjuade inte var representativa. Det finns därför en viss osäkerhet i vårt beslut att förkasta den förutfattade meningen att  {\displaystyle p=0.5}. Osäkerheten ligger i det att vårt stickprov kan få oss att förkasta den förutfattade meningen, fastän den i själva verket är sann. Denna osäkerhet kallar man för signifikansnivå och betecknar med symbolen {\displaystyle \alpha } (alfa). 
Signifikansnivån är sannolikheten att få ett stickprov som föranleder oss att förkasta nollhypotesen, då i själva verket {\displaystyle H_{0}} är sann:
{\displaystyle \alpha =P({\text{förkasta }}H_{0}|H_{0}{\text{ sann}})}
Man väljer en (låg) signifikansnivå, vanligtvis {\displaystyle \alpha =0.05}, och beräknar därefter ett motsvarande kritiskt värde {\displaystyle c_{\alpha }}, som får avgöra om mätdata stödjer den förutfattade meningen. Om man använder sig av detta kritiska värde kommer man att i genomsnitt dra felaktiga slutsatser om populationen i 5 av 100 tagna stickprov (om man har valt {\displaystyle \alpha =0.05}).